# Francisco Manso
Francisco Manuel Manso Gonçalves de Faria (* 28. November 1949 in Lissabon) ist ein portugiesischer Regisseur.

## Leben

### 1976 bis 1997
Neben einem Jurastudium an der Universität Lissabon, studierte er Film am Ar.Co (Abschluss 1976). 1979/80 absolvierte er Kurse in Tontechnik und Regieassistenz beim öffentlich-rechtlichen Fernsehen RTP.
1978 war er erstmals Regieassistent, bei O Meu Nome É... (dt.: Mein Name ist..., von Fernando Matos Silva), gefolgt von O Príncipe com Orelhas de Burro (dt.: Der Prinz mit Eselsohren, Regie António de Macedo, 1979), Acto dos Feitos da Guiné (dt.: Die Taten von Guinea-Bissau, von Fernando Matos Silva, 1980) und Guerra no Mirandum (dt.: Krieg im Mirandum, von Fernando Matos Silva, 1981).
Seine erste eigene Regiearbeit war 1983 der TV-Dokumentar-Mehrteiler A Epopeia dos Bacalhaus (dt.: Das Epos der Stockfische), aus dem er auch seinen ersten Langfilm schnitt, Terra Nova, Mar Velho (dt.: Neues Land [port. für Neufundland], Altes Meer). Es folgten eine Reihe Dokumentarfilme, aber auch Auftragsarbeiten für staatliche Bildungseinrichtungen und Unternehmen. Er wurde ein bedeutender Filmschaffender im Kulturfernsehen des Landes, etwa mit seinen Biopics über Mário de Sá-Carneiro, Soares dos Reis oder Antero de Quental, für die er auch selbst Produzent war.

### Seit 1997

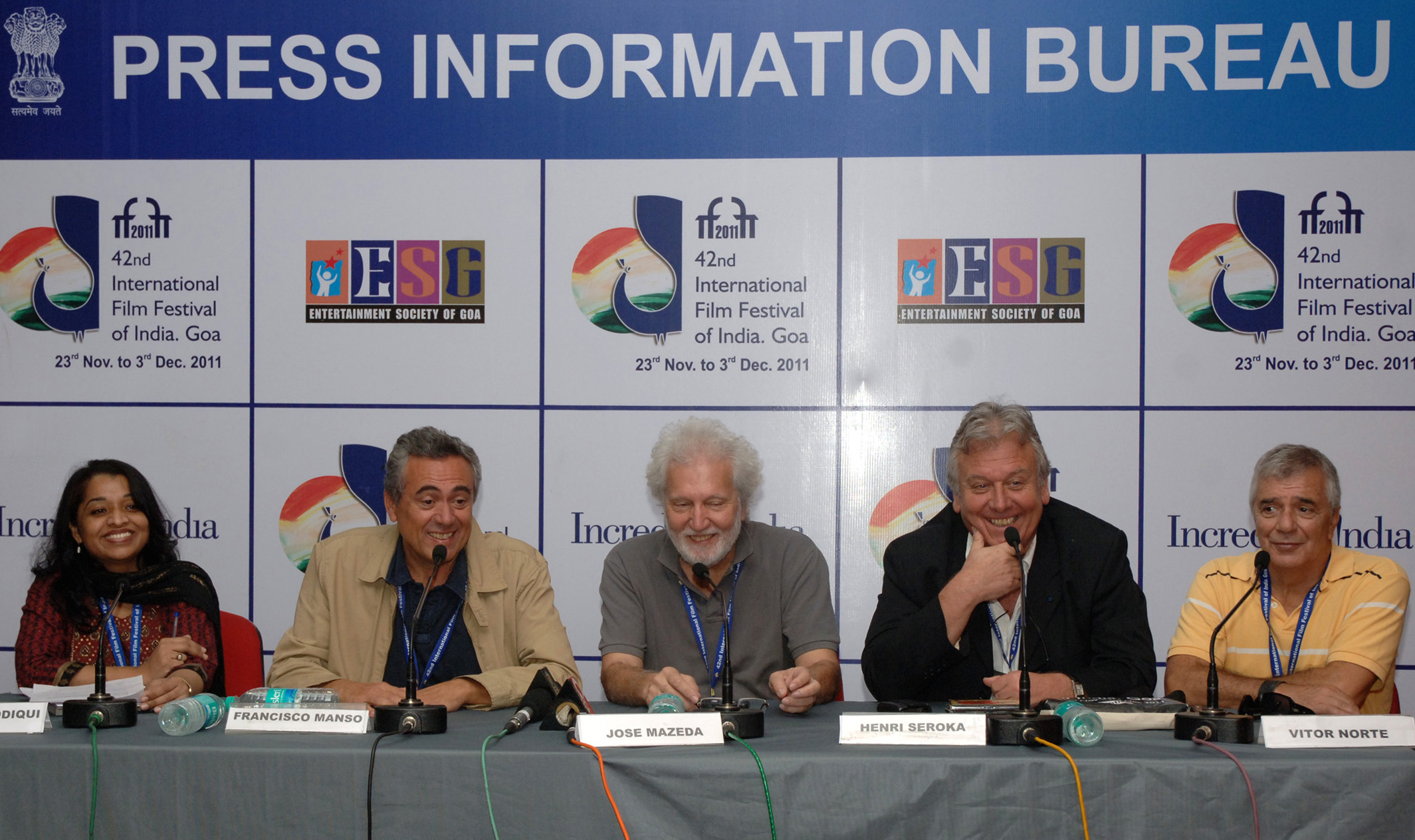
Francisco Manso (2. von links) beim 42. International Film Festival of India (2011).

1997 produzierte er mit O Testamento do Senhor Napomuceno (dt.: Das Testament des Herrn Napumoceno) seinen ersten Spielfilm für das Kino. Auf den Kapverden nach dem Roman von Germano Almeida gedreht, mit Schauspielern aus Portugal, Brasilien und den Kapverden, wurde der Film auch international vertrieben. Er lief zudem auf verschiedenen Filmfestivals, wo er einige Auszeichnungen erhielt, darunter drei Preise beim Filmfestival von Gramado. Er wurde in den USA unter dem Titel Testamento 1998 als DVD veröffentlicht. Manso drehte in der Folge weitere Spielfilme, führte aber auch seine Arbeiten für das Fernsehen weiter, etwa mit seinem Mehrteiler über Almeida Garrett im Jahr 2000.
Er nahm in seinen folgenden Spielfilmen meist Bezug zu historisch relevanten Ereignissen, etwa 2008 mit O Último Condenado à Morte (dt.: Der letzte zum Tode Verurteilte), der zur Zeit der Liberalen Revolution in Portugal (1821/22) und dem folgenden Miguelistenkrieg (1832–1834) spielt. Der Film, u. a. mit Ivo Canelas, Maria João Bastos, Nicolau Breyner und Ângelo Torres, wurde 2012 als DVD veröffentlicht. Assalto ao Santa Maria von 2010 war eine Verfilmung der Santa-Maria-Affäre 1961, nach einem Drehbuch von Vicente Alves do Ó, mit Leonor Seixas, Vítor Norte, Bruno Simões u. a. 2011 folgte mit O Cônsul de Bordéus (dt.: Der Konsul von Bordeaux) ein Film, der auf dem Leben von Aristides de Sousa Mendes (1885–1954) und seinen Verdiensten um die Menschlichkeit während der Judenverfolgung basierte, mit Vítor Norte in der Hauptrolle. Er hatte am 12. September 2011 in der ausverkauften Kinemathek von Tel Aviv Premiere.
Manso konnte seinen Erfolg von O Testamento do Senhor Napumoceno dabei nicht wiederholen, gilt seither jedoch als etablierter Regisseur des portugiesischen Films.

## Filmografie
- 1983: A Epopeia dos Bacalhaus (TV-Mehrteiler)
- 1983: Terra Nova, Mar Velho (auch Produzent)
- 1992: Quase (Mário de Sá Carneiro) (TV, auch Produzent)
- 1992: Saudade (Soares dos Reis) (TV, auch Produzent)
- 1993: Na Mão de Deus (Antero de Quental) (TV, auch Produzent)
- 1995: Nostalgia
- 1997: O Testamento do Senhor Napumoceno (auch Produzent)
- 2000: Dez Grãozinhos de Terra (auch Produzent)
- 2000: Clandestinos
- 2000: Almeida Garrett (TV-Mehrteiler, auch Produzent)
- 2003: O Cinema Português (TV, auch Produzent)
- 2008: A Ilha dos Escravos
- 2009: O Último Condenado à Morte
- 2010: Assalto ao Santa Maria
- 2011: Aristides de Sousa Mendes, O Cônsul de Bordéus
- 2019: O Nosso Cônsul em Havana (TV-Serie für RTP1)